# Philoponella cymbiformis
Espèce
Philoponella cymbiformis est une espèce d'araignées aranéomorphes de la famille des Uloboridae.

## Distribution
Cette espèce est endémique de Chine. Elle se rencontre au Jiangxi et au Hunan.

## Publication originale
- Xie, Peng, Zhang, Gong & Kim, 1997 : Five new species of the family Uloboridae (Arachnida: Araneae) from China. Korean Arachnology, vol. 13, no 2, p. 33-39.